# Пантелис Пантелидис
Пантелис Пантелидис (грч. Παντελής Παντελίδης; Атина, 23. новембар 1983 — Атина, 18. фебруар 2016) био је грчки кантаутор, текстописац и композитор.
По занимању војник грчке морнарице, музиком је почео да се бави као 24. годишњи младић и наредних 5 година певао је по мањим атинским клубовима. У лето 2012. објавио је свој први сингл Δεν ταιριάζετε σου λέω („Кажем ти, нисте једно за друго”) за продуцентску кућу Emi music Greece. Песма је постигла велики успех и већ у прва 24 часа по објављивању, са готово 4 милиона прегледа постигла је рекорд на сајту Јутјуб. Убрзо је објавио и сингл Συνοδεύομαι („У пратњи сам”) за коју је снимио и спот, а песма је на сајту iTunes поставила нови рекорд у категорији грчке музике по броју преузимања у прва 24 часа. Исте године објавио је и први албум под насловом Αλκοολικές οι νύχτες (Ноћи алкохола) који је остварио двоструки платинасти тираж. На промоцији албума је изјавио да је инспирацију за песме тражио у догађајима из властитог живота, односно у животима људи који га окружују. Песму под називом Αθηνά (Атина) посветио је својој мајци. На сцени се увек појављивао у пратњи гитаристе Стелиоса Биниариса и бубњара Димитрија Хорина.
Додељена му је награда за најбољег дебитанта на грчкој музичкој сцени за 2010. годину, о организацији продуцентске куће Emi music.
Свој други студијски албум под називом Ουράνιο τόξο που του λείπανε 2 χρώματα („Дуга без две боје”), објавио је 31. октобра 2013. године.
Погинуо је у саобраћајној несрећи у Атини након што је његов аутомобил слетео са цесте и ударио у стуб, 18. фебруара 2016. године у 32. години живота.